# Гунтер Пэрисский

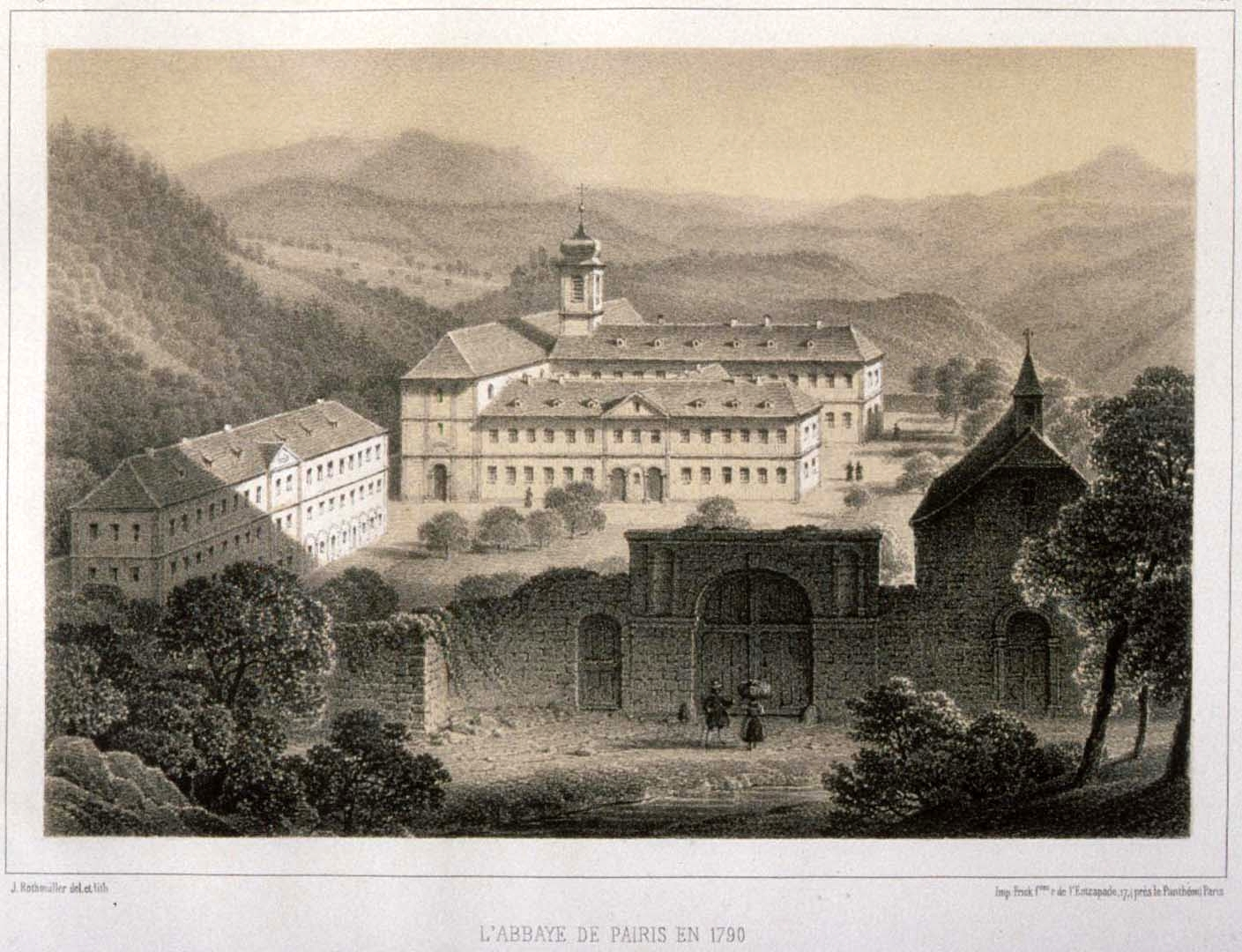
Пэрисское аббатство близ Орбе в 1790 году. Литография Жака Ротмюллера

Гунтер Пэрисский, или Гунтер Лигуринус (нем. Gunther von Pairis, фр. Gunther de Pairis, лат. Guntherus Parisiensis, или Guntherus Ligurinus; около 1150 — между 1210 и 1220) — немецкий церковный хронист и поэт, монах-цистерцианец из Пэрисского аббатства близ Орбе в Эльзасе, автор «Истории завоевания Константинополя» (лат. Historia Constantinopolitana), один из летописцев Четвёртого крестового похода.

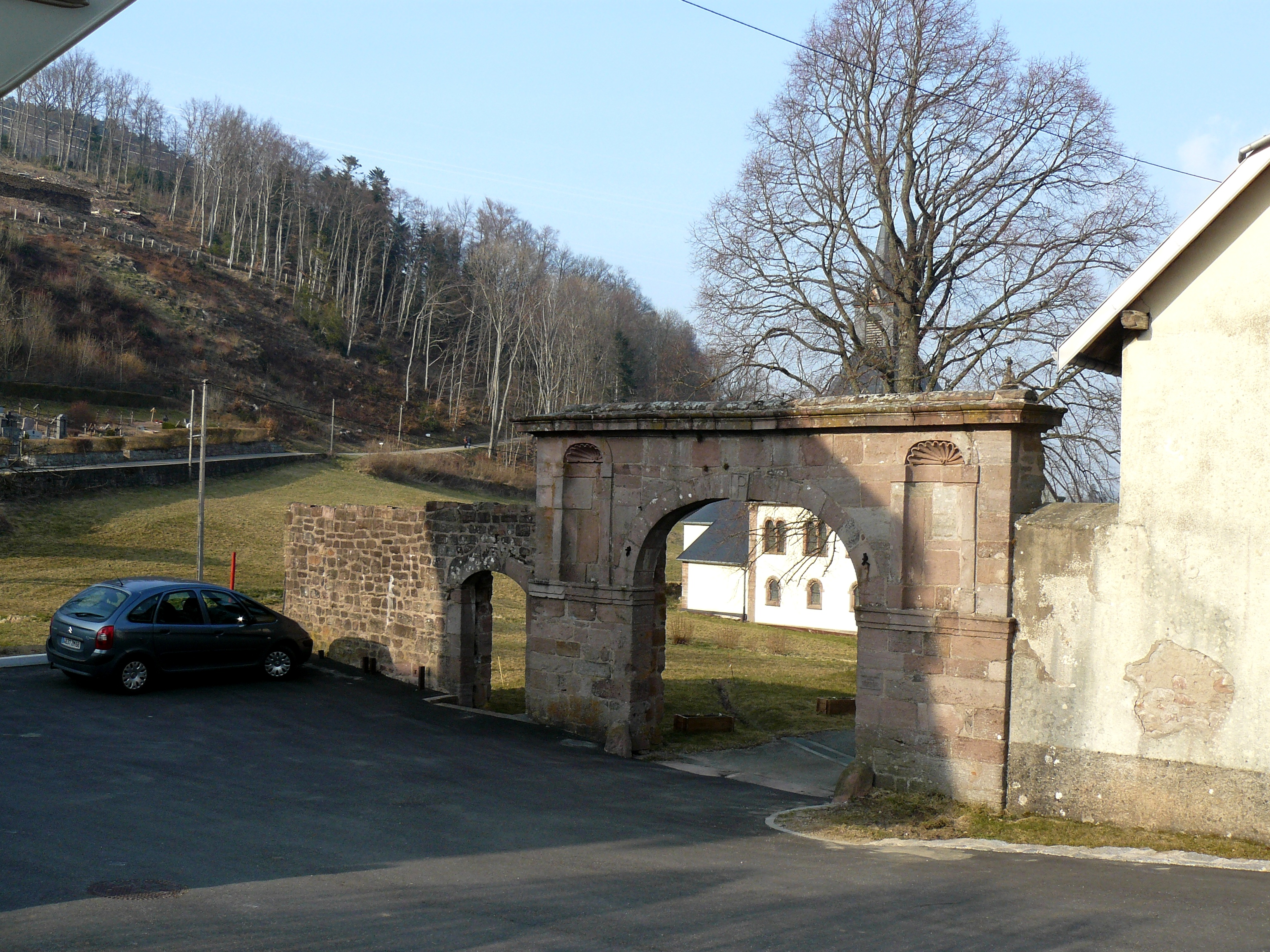
Остатки старинных ворот и стен Пэрисского аббатства. Современный вид

## Биография

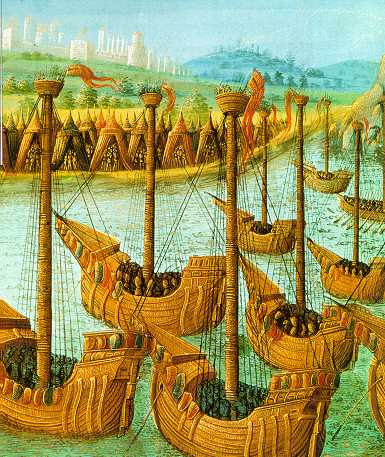
Прибытие крестоносцев к Константинополю в 1203 г. Миниатюра Жана Коломба из «Походов французов в Утремер» Себастьена Мамро (1474)

О жизни самого Гунтера практически ничего неизвестно, всё, что мы знаем о нём, состоит лишь из намёков, содержащихся в его собственных трудах. Принято считать, что родился он около 1150 года в знатной семье на юго-западе Священной Римской империи. Его образование, судя по всему, являлось схоластическим и достаточно глубоким, поскольку поэзия его выдаёт знакомство не только с классической латынью, но и с греческими авторами, включая Сафо и Менандра.

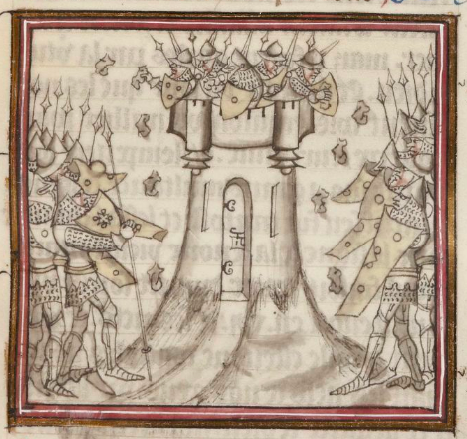
Осада Константинополя крестоносцами в 1203 г. Миниатюра рукописи французского перевода «Зерцала исторического» Винсента из Бове (1396)

Имея духовный сан, он был близок ко двору Гогенштауфенов, вероятно, сначала в качестве каноника, а затем наставника (лат. scolasticus) королевских детей, в частности, пятого сына Фридриха Барбароссы — Конрада II Швабского (1173—1196), по возвращении из похода на Сицилию ставшего жертвой покушения в Дурлахе близ Карлсруэ 15 августа 1196 года. Возможно, участвовал в воспитании и младшего сына — Филиппа Швабского, которого император Фридрих готовил к духовной карьере. Когда после смерти в 1197 году старшего брата Филиппа Генриха VI, воспитанник Гунтера избран был новым императором в Майнце, противники Гогенштауфенов, возглавляемые архиепископом Кёльна Адольфом Альтенским, выдвинули на германский трон собственного кандидата Оттона Брауншвейгского, коронованного в Ахене, что вызвало междоусобную войну.
Вероятно, всё это заставило Гунтера в начале XIII века оставить королевский двор, принять монашеский постриг и удалиться в цистерцианское аббатство Девы Марии Звезды морской в Пэрисе, основанное в XII столетии неподалёку от Кайзерсберга в Эльзасе, к юго-западу от современного Орбе. Относившееся к Базельской епархии, оно известно было своим скрипторием и собственной школой каллиграфии. Там Гунтер сблизился с деятельным настоятелем и проповедником Четвёртого крестового похода Мартином Пэрисским (1200—1208), который 24 июня 1205 года вернулся из похода на Восток с богатой добычей, захваченной в монастыре Пантократора и других православных храмах Константинополя. В том же году Гунтер занялся по распоряжению последнего составлением хроники деяний крестоносцев в Византии, которую закончил не позже 1208 года, когда Мартина сменил на посту аббата Гезелон (1208—1222).
Точная дата смерти Гунтера не установлена, ясно лишь, что это произошло между 1210-м и 1220 годом в Пэрисском аббатстве. В XVIII веке капитально перестроенном, в 1791 году, в ходе Великой французской революции, упразднённом, а в прошлом столетии превращённом в дом престарелых.

## Сочинения

### Поэмы
Первым известным произведением Гунтера стала написанная им между 1180 и 1186 годами для своего воспитанника принца Конрада латинская поэма «Солимариус» (лат. Solimarius), название которой можно понимать как «завоеватель Иерусалима». Посвящённая Первому крестовому походу, она представляет собой поэтическое переложение «Иерусалимской истории» (лат. Historia Iherosolimitana) Роберта Реймсского (нач. XII в.) и дошла до нас во фрагментах, содержащих 232 стиха. Известно несколько рукописей этого сочинения, наиболее исправная из которых находится в собрании Университетской и городской библиотеки Кёльна.
Перу Гунтера принадлежит также эпическая поэма «Лигуринус» (лат. Ligurinus, Ligurinus De Gestis Imp. Caesaris Friderici primi Augusti) в 10 книгах, законченная к 1187 году, вероятно, по случаю бракосочетания германского короля Генриха VI и Констанции Сицилийской. Написанная по образцу «Фарсалии» Марка Аннея Лукана (I в. н. э.), она состоит из 6576 или 6577 стихов гекзаметром и воспевает деяния Фридриха Барбароссы в Италии в 1152—1160 годах в апологетическом духе, за что, согласно легенде, автор коронован был самим германским императором в качестве поэта-лауреата. Основными источниками для поэмы послужили «Деяния императора Фридриха» Оттона Фрейзингенского с продолжением Райхевина, возможно, дополненные устными свидетельствами очевидцев. Язык и метрика поэмы выдаёт знакомство её автора с творчеством других римских поэтов, в частности, Горация, Вергилия, Овидия и Стация.
В конце XV столетия поэма обнаружена была в библиотеке цистерцианского монастыря в Эбрахе (Франкония) известным поэтом-гуманистом Конрадом Цельтисом и в 1507 издана им в Аугсбурге. До наших дней рукописи поэмы не дошли, и ныне известно лишь её первопечатное издание, один из экземпляров которого хранится в Национальной библиотеке Франции (Париж). Стилистическое совершенство поэмы заставило некоторых исследователей подозревать в ней литературную подделку эпохи Ренессанса. Первым сомнения в её подлинности высказал ещё в 1737 году профессор права Гёттингенского университета Генрих Зенкенберг, и лишь в 1871 году историк Альберт Панненборг сумел опровергнуть доводы скептиков. Но и в XX столетии авторство Гунтера в отношении обеих указанных поэм становилось предметом дискуссий. 
Наиболее авторитетное издание поэмы «Лигуринус», подготовленное немецким медиевистом, членом Исторической комиссии Померании и Ганзейской исторической ассоциации Эрвином Ассманном, выпущено было в 1987 году в Ганновере в 63 томе нового издания академической серии «Monumenta Germaniae Historica», с приложением фрагментов поэмы «Солимариус».

### Хроника
Наиболее известен Гунтер своей «Историей завоевания Константинополя» (лат. Historia Captae a Latinis Constantinopoleos, Historia Constantinopolitana), написанной  в прозиметрической форме и состоящей из 25 прозаических глав и 20 стихотворных вставок гекзаметром. Главы с 1-й по 24-ю, как установлено исследователями, в основном были завершены в 1205 году, последняя же, 25-я, закончена только в 1208-м. Охватывая события 1198—1205 годов, начиная с проповеди Четвёртого крестового похода и кончая возвращением из него участников разграбления Константинополя (1204), она описывает их главным образом со слов очевидца — аббата Мартина Пэрисского. 
Оставаясь на позициях провиденциализма, уже в первой главе своей хроники Гунтер предупреждает читателя, что тот найдет в его труде «описание великих и славных деяний, которые не смогли бы ни в коем случае ни быть произведенными, ни произойти иначе как по божественному повелению», указывая на десницу господню как силу, определявшую течение и обусловившую конечный исход описываемых событий. Приводя в дальнейшем немало конкретных примеров проявления «тайных приговоров божьих» и «скрытых причин совершившегося», он убеждает читателя в том, что само по себе отклонение маршрута крестоносцев от первоначальной цели (Александрии) в сторону Византии произошло исключительно «по неодолимому велению господа».
В центре сюжета хроники находится образ самого настоятеля Пэрисского аббатства, влиятельного деятеля церкви и авторитетного проповедника, которого, по словам летописца, «и клирики, и миряне считали привлекательным и легким в общении». Излагая в своём сочинении полный текст проповеди Четвёртого крестового похода, произнесённой аббатом Мартином в соборе Св. Марии в Базеле 3 мая 1200 года, и давая этим историкам конкретное представление о том, как проходила агитация, хронист сам, однако, признаётся, что не приводит дословно речь своего патрона. Напыщенность используемых слов и красочность образов заставляет предполагать в приводимом им тексте скорее заранее заготовленный её вариант, нежели дословную запись очевидца. Внушив слушателям, что слова, которые они слышат, принадлежат самому Спасителю, Мартин Пэрисский использует, подобно проповедникам Первого крестового похода, красочный образ осквернённого рая и поругания Святой земли, внушая экзальтированной аудитории чувство праведного гнева: 
«Сам Иисус Христос сотворил эту проповедь, а я лишь ничтожное Его орудие. Христос сегодня обращается к вам, говоря моими устами. Это Он, скорбящий сегодня перед вами о своих ранах… Его вышвырнули из того города, где Он принес в жертву за нас свою кровь… И эта земля сейчас попирается варварскими обычаями языческих племен… Святая Земля… отдана была в руки нечестивых. Церкви ее разрушены, гробницы ее осквернены, царский трон и достоинство повергнуты в прах… Этот самый священный и почитаемый Крест из древа, которое пропитала Христова кровь, спрятан и заперт людьми, для которых он не значит ничего, и ни один христианин не знает, что сделали с ним и где его искать… В сущности, все христиане, населявшие эту границу, были уничтожены… Теперь, истинные воины, поспешите помочь Христу. Войдите в Его христианскую армию, летите воссоединиться с полками света! Сегодня я вверяю вас делу Христа, чтобы вы могли потрудиться для восстановления Его наследия, из которого он был столь безжалостно изгнан… Принявший крест и принесший истинное покаяние, будет освобожден от грехов, и, оставив сию преходящую жизнь, неважно, где, да и как это случится, обретет жизнь вечную…». 
Упирая на религиозные чувства своих слушателей, Мартин не забывает напомнить им и о материальных выгодах предприятия: «Сейчас я не стану даже упоминать о том, что земли, куда вы направляетесь, куда богаче и плодороднее, чем здешние. Вполне вероятно, что многие из вас достигнут даже в материальных вопросах благосостояния, которым вполне смогут насладиться, вернувшись на родину. Взгляните, братие, кто поручается за вас в этом паломничестве. В наследовании Царства Божия существует безусловная уверенность; да и в деле временного мирского благосостояния вероятность выше средней». 
Со всей уверенностью возможно говорить об использовании аббатом Мартином опыта своего знаменитого предшественника Бернара из Клерво, призвавшего 6 декабря 1146 года в том же Базеле ко Второму крестовому походу. В охватывавшей всю Европу иерархии цистерцианских монастырей Пэрисское аббатство тесно связано было с общиной Моримон близ Френуа-ан-Бассиньи в Шампани, «интеллектуальным» центром ордена, который располагал обширной библиотекой, помимо трудов Св. Бернара, хранившей хроники Первого крестового похода. Вполне резонно предположить, что, готовясь к произнесению своей проповеди, аббат Мартин обращался и к ним.  
Подобно своим современникам-хронистам, Гунтер рассматривает мотивацию крестоносцев как акт христианского благочестия, основываясь на характерной для средневекового мировоззрения сакральной трактовке природы монархической власти. Свержение законного императора греков Исаака II Ангела и восшествие на Константинопольский престол «узурпатора» Алексея Дуки привело, по его словам, «в смятение» крестоносцев-латинян. 
Описывая заморские деяния своего патрона, принимавшего активное участие в разорении византийской столицы, Гунтер касается духовных переживаний корыстного прелата, пытавшегося оправдать неблаговидные деяния перед собственной совестью и Богом. Объясняя варварское разорение христианского города, который, по словам его, «был мятежным и представлял угрозу Святой Римской церкви», а потому «его покорение нашими народами не вызовет неудовольствия ни у верховного понтифика, ни у самого Господа», принципиальный Гунтер сдержанно осуждает ненасытность крестоносцев, специально отмечая, что сам аббат Мартин «из благочестия» грабил в Константинополе одни только церкви. Бесстрастно сообщая о том, как последний «поспешно и жадно запустил обе руки в хранилище и очень осторожно начал наполнять брюшной карман рясы церковными святынями», среди которых оказались и след Крови Господней, и часть Святого Креста, и каменные обломки из 16 святых мест, а также различные мощи, включая кость Св. Иоанна, руку Св. Иакова, ступню Св. Космы и зуб Св. Лаврентия, не считая останков ещё, как минимум, 36 святых. 
При этом хронист не забывает отметить корыстолюбие союзников-венецианцев, интересы которых заключались «в надеждах на обещанные деньги (до которых этот народ чрезвычайно жаден), а отчасти в стремлении города с помощью огромного флота претендовать на господство над всем морем». 
Местами текст хроники Гунтера напоминает не столько летопись, сколько описание путешествия, что делает её ценным историко-географическим источником. Вместе с тем, рассказ его об осаде крестоносцами Зары, к примеру, хотя довольно точен, но лаконичен и содержит информацию, полученную из вторых рук. Содержащийся в хронике отчёт о разграблении Константинополя подробен, главным образом, в отношении перечня украденных реликвий, и в этом отношении она является основным источником, уступая сочинениям Робера де Клари и Жоффруа де Виллардуэна в военных аспектах. 
«История завоевания Константинополя» сохранилась в трёх манускриптах XV века из Баварской государственной библиотеки (Clm 903), университетской библиотеки в Мюнхене (MS 321) и муниципальной библиотеки Кольмара (MS 434); второй из них переписан был в 1425 году хронистом Андреасом Регенсбургским. 
Впервые она была напечатана в 1602—1604 годах голландским историком и правоведом Хендриком Канизием в типографии Андреаса Ангермайера в Ингольштадте, и в 1725 году переиздана в Антверпене под редакцией теолога-гугенота Жака Баснажа. В 1855 году её выпустил в Париже в 212-м томе серии «Patrologia Latina» известный издатель священных текстов Жак Поль Минь, а в 1875 году опубликовал в Женеве французский историк крестовых походов Поль Риан.
В 1956 году вышеназванный Эрвин Ассманн, тогда адъюнкт Кильского университета, подготовил новое издание хроники в Кёльне для серии «Историки древней Германии» (нем. Geschichtschreiber der deutschen Vorzeit), заново выверив её текст по всем известным рукописям, а в 1994 году в Хильдесхайме и Цюрихе вышла новая её публикация с комментариями Петера Орта. Новейшее немецкое академическое издание увидело свет в 2020 году в Штутгарте под редакцией австрийского филолога-классика Гернота Крапингера, в серии «Латинская библиотека Средневековья» (нем. Mittellateinische Bibliothek). Комментированный английский перевод хроники, выполненный американским историком крестовых походов, профессором Вермонтского университета (Берлингтон) Альфредом Дж. Андреа, выпустило в 1997 году в Филадельфии издательство Пенсильванского университета.

### Другое
Перу Гунтера принадлежит также написанное не позже 1215 года, уже на склоне лет, богословское сочинение «О молитве, посте и милостыне в 13 книгах» (лат. De Oratione Jejunio Et Eleemosyna Libri Tredecim), напечатанное в 1507 году в Базеле по утраченной позже древней рукописи и ныне известное в единственном манускрипте XV столетия из Баварской государственной библиотеки.

## Издания
- Guntherus Cisterciensis Historia Captae a Latinis Constantinopoleos et Ligurinus, accurante J.-P. Migne // Patrologiae cursus completus, sive Biblioteca universalis. Series Latina. — Tomus 212. — Paris, 1855. — Coll. 221–475.
- Guntheri Parisiensis Historia Constantinopolitana // Exuviae sacrae Constantinopolitanae. Edidit Paul Edouard Didier Riant. — Volume I. — Genevae, 1877. — pp. 57–126.
- Gunther von Pairis. Die Geschichte der Eroberung von Konstantinopel. Übersetzt und erläutert von Erwin Assmann. — Köln: Böhlau-Verlag, 1956. — 115 s. — (Geschichtschreiber der deutschen Vorzeit, Dritte Gesamtausgabe, 101).
- Guntheri Poetae Ligurinus. Hrsg. von Erwin Assmann // Monumenta Germaniae Historica. — Tomus 63. — Hannover: Hahnsche Buchhandlung, 1987. — vi, 648 p. — (Scriptores rerum Germicarum Separatim editi).
- Gunther von Pairis. Hystoria Constantinopolitana. Hrsg. von  Peter Orth // Spolia Berolinensia. — Band 5. — Hildesheim; Zürich: Weidmann, 1994. — 219 s. — ISBN 978-3615000757.
- The Capture of Constantinople. The "Hystoria Constantinopolitana" of Gunther of Pairis. Edited and translated by Alfred J. Andrea. — Philadelphia: University of Pennsylvania Press, 1997. — xiv, 194 p. — ISBN 978-0812215861.
- Konstantinopel 1204. De Hystoria Constantinopolitana des Gunther von Pairis und andere Berichte vom Vierten Kreuzzug. Hrsg. von Gernot Krapinger. — Stuttgart: Hiersemann, 2020. — xxx, 165 p. — (Mittellateinische Bibliothek). — ISBN 978-3-7772-2022-2.